# Петров, Владимир Иванович (политик)
Владимир Иванович Петров (род. 3 февраля 1942, с. Ябоган, Усть-Канский район, Ойротская автономная область, РСФСР, СССР) — советский и российский политик, первый председатель правительства Республики Алтай.

## Биография
Родился в селе Ябоган Усть-Канского района Ойротской (с 1948 года Горно-Алтайской) автономной области 3 февраля 1942 года.
Там же в 1958 году начал свою трудовую деятельность в совхозе «Ябоганский».
После окончания Алтайского сельскохозяйственного института вернулся в родной совхоз, где заведовал машинотракторной станцией. Разработал несколько технических изобретений.
В 1966—1968 годах служил в рядах Советской Армии, после чего вернулся на родину и работал главным инженером совхоза «Ябоганский». В работе по мнению коллег проявлял высокие организаторские и профессиональные качества, что не осталось незамеченным. В 1973 году его пригласили на работу в обком КПСС инструктором сельскохозяйственного отдела, а ещё через два года на партийную работу вторым, а затем первым секретарём Усть-Коксинского райкома КПСС. Окончил Новосибирскую высшую партийную школу.
С 1984—1990 гг. генеральный директор Агропромышленного комбината «Горный Алтай», первый заместитель председателя Горно-Алтайского областного совета народных депутатов.

### Председатель Правительства Республики Алтай
В 1990 году стал первым председателем Правительства Республики Алтай и по оценке коллег зарекомендовал себя как опытный политик, руководитель и хозяйственник. При его участии было налажено энергоснабжение Усть-Коксинского, Турочакского, Улаганского, Чемальского и Кош-Агачского районов. Построены мясокомбинаты в Усть-Коксе и Онгудае. Возведено семь мостовых переходов на реке Катунь. Возникло новое село Жана-Аул в Кош-Агачском районе. Велось строительство 30 школ, в Горно-Алтайске открыты лицей и национальная гимназия.
На базе ГАГПИ в 1993 году открыт ГАГУ, в селе Майма создана школа искусств.
По инициативе Петрова в 1995 году была принята и начала воплощаться программа по реабилитации жителей республики, пострадавших от последствий ядерных испытаний на Семипалатинском полигоне в Казахстане. Улаганский и Кош-Агачский районы были приравнены по социальному статусу к районам Крайнего Севера по их климатическим условиям.
Член Совета Федерации Федерального Собрания Российской Федерации с 1993-1995 гг. от Горно-Алтайского округа № 4.
Петров являлся членом ассоциации «Сибирское соглашение».
23 января 1997 года на XVII сессии Государственного Собрания — Эл Курултай Республики Алтай (парламент республики) отправлен с правительством в отставку. Преемником Петрова 30 января 1997 года стал В. И. Чаптынов.

### После отставки
В 2000 году был избран депутатом Республики Алтай и являлся председателем комиссии по аграрной политике, земельной реформе, экологической безопасности и природопользованию.
19 сентября 2001 года Петрову было предъявлено обвинение по ст. 171 ч.1 УК РСФСР и ст. 222 ч.1 УК РФ.
24 сентября 2001 года уголовное дело в отношении Петрова по ст. 171 ч.1 УК РСФСР по факту превышения служебных полномочий прекращено по не реабилитирующему основанию — за истечением сроков давности привлечения к уголовной ответственности, а по ст. 222 ч.1. УК РФ за незаконное хранение боеприпасов прекращено по не реабилитирующему основанию — с применением п. «б» ч.2. Постановления Государственной Думы Российской Федерации Федерального Собрания Российской Федерации от 26 мая 2000 года «Об объявлении амнистии в связи с 55-летием Победы в Великой Отечественной войне 1941—1945 годов».
В декабре 2001 года выдвинул свою кандидатуру на выборах на должность Главы Республики Алтай.
С 2002—2011 гг. помощник депутата Государственной Думы РФ С. Т. Пекпеева.
С февраля 2012 года возглавляет общественную ассоциацию сельхозтоваропроизводителей Республики Алтай.
В сентябре 2014 года баллотировался на должность главы Республики Алтай. Набрал 36,44 % голосов избирателей. Занял 2-е место после действующего главы А. С. Бердникова
Возглавил список Партии дела на выборах в Горно-Алтайский горсовет.

## Награды
- 1997 — орден Дружбы
- 2012 — Орден «Тан Чолмон» Республики Алтай.